# 戦場のアリア
『戦場のアリア』 （せんじょうのアリア、Joyeux Noël） は2005年のフランス・ドイツ・イギリスの戦争映画。
監督・脚本はクリスチャン・カリオン、出演はダイアン・クルーガーとベンノ・フユルマンなど。
劇中の音楽のほとんどがフィリップ・ロンビによる作曲で、オリジナルである。脚色もあるが、実話（クリスマス休戦）を基軸としたストーリーである。

## ストーリー
1914年、第一次世界大戦下のフランス北部。そこはフランス・イギリス・ドイツ軍がそれぞれ攻撃しあう泥沼の戦場と化していた。兵士として戦場にいるテノール歌手の夫に会いたい歌手のアナ（ダイアン・クルーガー）は、あらゆる手を尽くして夫のいる最前線の戦場まで会いに行き、そこで自国・敵国の兵士達のためにアリアを歌う。そしてクリスマスイブの夜に奇跡が起こる。

## キャスト
- アナ・ソレンセン: ダイアン・クルーガー - デンマーク人ソプラノ歌手。
  - 歌声吹替: ナタリー・デセイ
- ニコラウス・シュプリンク: ベンノ・フユルマン - ドイツ人テノール歌手。アナの夫。
  - 歌声吹替: ロランド・ヴィラゾン（スペイン語版）
- オードゥベール中尉: ギヨーム・カネ - フランス人将校。将軍の息子。
- ホルストマイヤー中尉: ダニエル・ブリュール - ドイツ人将校。
- パーマー神父: ゲイリー・ルイス - スコットランド人の担架担ぎ。
- ゴードン中尉: アレックス・ファーンズ（英語版） - スコットランド人将校。
- ポンシェル: ダニー・ブーン - オードゥベールの従卒。
- ジョナサン: スティーブン・ロバートソン - スコットランド人兵士。兄と従軍。
- ヴィルヘルム皇太子: トマス・シュマウザー（ドイツ語版）
- 城主: ミシェル・セロー - ドイツ軍に屋敷を接収されている老齢のフランス人。
- 城主夫人: シュザンヌ・フロン（フランス語版） - 夫と台所で生活。
- 衛生兵: クリスチャン・カリオン（フランス語版）
- 司教: イアン・リチャードソン

## 賞・動員
- フランス観客動員 1位（2005）
- アカデミー賞 最優秀外国語映画賞 フランス代表
- カンヌ国際映画祭 正式出品
- ゴールデン・グローブ賞 最優秀外国語映画賞 ノミネート
- 英国アカデミー賞 ノミネート